# Daher al Hosein
Pour les articles homonymes, voir Daher (homonymie).
Daher al Hosein (arabe : ضهر الحسين) ) est un village libanais situé dans le caza du Metn au Mont-Liban au Liban. La population est presque exclusivement chrétienne.